# Robert Hue (peintre)
Pour les articles homonymes, voir Robert Hue et Hue.
 (mars 2025).
 (mars 2025).
La mise en forme du texte ne suit pas les recommandations de Wikipédia : il faut le « wikifier ».
Les points d'amélioration suivants sont les cas les plus fréquents :
- Les titres sont pré-formatés par le logiciel. Ils ne sont ni en capitales, ni en gras.
- Le texte ne doit pas être écrit en capitales (les noms de famille non plus), ni en gras, ni en italique, ni en « petit »…
- Le gras n'est utilisé que pour surligner le titre de l'article dans l'introduction, une seule fois.
- L'italique est rarement utilisé : mots en langue étrangère, titres d'œuvres, noms de bateaux, etc.
- Les citations ne sont pas en italique mais en corps de texte normal. Elles sont entourées par des guillemets français : « et ».
- Les listes à puces sont à éviter, des paragraphes rédigés étant largement préférés. Les tableaux sont à réserver à la présentation de données structurées (résultats, etc.).
- Les appels de note de bas de page (petits chiffres en exposant, introduits par l'outil «  Source ») sont à placer entre la fin de phrase et le point final[comme ça].
- Les liens internes (vers d'autres articles de Wikipédia) sont à choisir avec parcimonie. Créez des liens vers des articles approfondissant le sujet. Les termes génériques sans rapport avec le sujet sont à éviter, ainsi que les répétitions de liens vers un même terme.
- Les liens externes sont à placer uniquement dans une section « Liens externes », à la fin de l'article. Ces liens sont à choisir avec parcimonie suivant les règles définies. Si un lien sert de source à l'article, son insertion dans le texte est à faire par les notes de bas de page.
- La présentation des références doit suivre les conventions bibliographiques. Il est recommandé d'utiliser les modèles {{Ouvrage}}, {{Chapitre}}, {{Article}}, {{Lien web}} et/ou {{Bibliographie}}. Le mode d'édition visuel peut mettre en forme automatiquement les références.
- Insérer une infobox (cadre d'informations à droite) n'est pas obligatoire pour parachever la mise en page.

Pour une aide détaillée, merci de consulter Aide:Wikification.
Si vous pensez que ces points ont été résolus, vous pouvez retirer ce bandeau et améliorer la mise en forme d'un autre article.
Robert Hue, parfois orthographié Hué, né en 1909 à Dieppe et mort en 1977 à Longueville-sur-Scie, était un peintre français, membre de la seconde École de Rouen.
Il est connu pour ses œuvres variées allant des paysages normands aux scènes méditerranéennes, en passant par des natures mortes et des compositions cubistes.

## Biographie

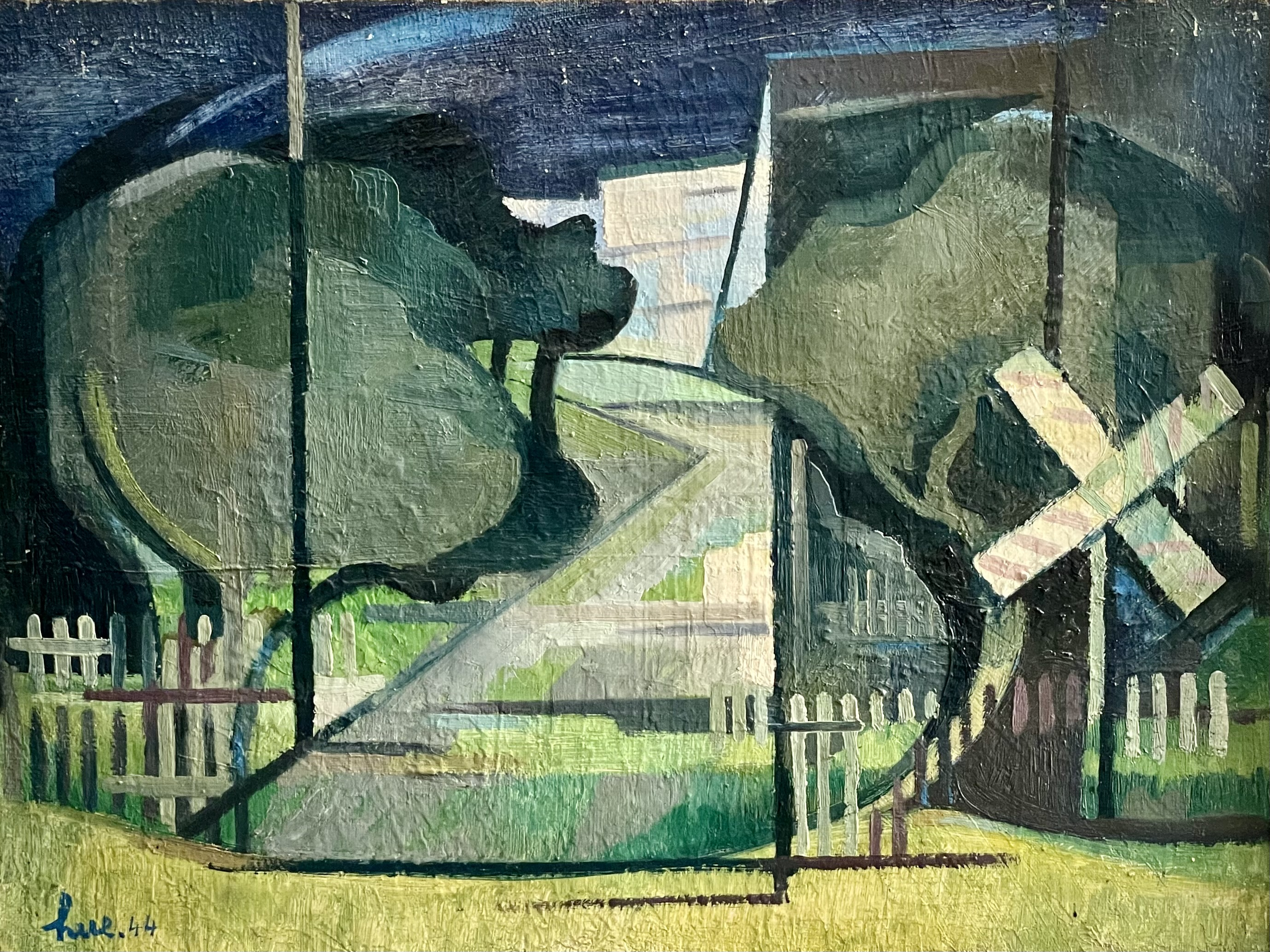
Nocturne ou Passage à Niveau, 1944 (collection particulière)

Robert Hue provenait d'une famille de fonctionnaires normands cultivés: sa mère dirigeait une école publique et son père occupait le poste de secrétaire de mairie dans la région de Dieppe. Il débuta ses études secondaires à Dieppe avant de devenir pensionnaire au lycée Corneille de Rouen[réf. nécessaire]. Parallèlement, à moins de quinze ans, il intégra l'École des Beaux-Arts de Rouen (1924-1927), où il se distingua en remportant la plupart des premiers prix et partagea l'atelier avec Jean Aujame[réf. nécessaire]. Après avoir obtenu avec difficulté l'autorisation parentale de poursuivre ses études, il rejoignit l'École Nationale des Arts Décoratifs de Paris (1927-1930) où il eut pour maîtres Emmanuel Fougerat, Jules Chadel, Camille Boignard, puis Gustave Corlin et Raymond-Jean Legueult[réf. nécessaire].
Robert Hue a trouvé une grande partie de son inspiration dans le monde méditerranéen, notamment en Tunisie, où il s'est établi,. Il a également peint des paysages normands et béarnais, des portraits, ainsi que des scènes mythologiques et religieuses et des oeuvres cubistes. En Tunisie, il a été élu membre de l'Institut de Carthage, devenant rapidement une figure marquante du milieu artistique et intellectuel, notamment en devenant Commissaire Général du Salon de Tunisien,, jusqu'en 1960 où il sera remplacé à ce rôle par Ammar Farhat de l'Ecole de Tunis.

## Expositions
Les œuvres de Robert Hue ont été présentées dans de nombreuses expositions tout au long de sa carrière, notamment:  
- Expositions à l'Alliance Francaise[7]. "L'Hydre" et "Obstacles". 1948
- Expositions à l'Institut de Carthage (Tunisie): En tant que membre élu, plusieurs de ses œuvres ont été exposées au Salon annuel[7],[4].  1948-1958
- Salon de La Marsa, Hotel de Ville[8]. 1954
- Expositions en France: Ses peintures ont été régulièrement montrées dans des galeries et musées, notamment à Rouen, sa ville d'origine.
- «L’art aujourd’hui» à la Galerie Sélection à Tunis, des oeuvres de Robert Hue et d’André Lhote ont été présentées ensemble en 1947[9].
- Exposition "L'avant-garde" mars 1945 avec André Lhote, Jacques Villon, Jean Fautrier, Henri Valensi, Janie Pichard et Jean de Crozals[10]  (La Dépêche tunisienne, 15 mars 1945

## Style et techniques
Robert Hue a employé diverses techniques, notamment l'huile, l'aquarelle, la gouache, le pastel et le collage. Son style, initialement post-impressionniste, a évolué vers des formes plus abstraites comme l'abstraction géométrique, le cubisme, et le surréalisme.

## Œuvres
Parmi ses créations les plus notables :  
- Composition cubiste aux fruits, à la bouteille, au verre et au pichet[12]" (1957) – Une nature morte représentative de son style cubiste.
- Les Tournesols à Sidi Bou Saïd[13] – Une nature morte méditerranéen tunisien.
- Le Complexe d’Œdipe (1949)[14],[3] – Une composition symbolique et surréaliste explorant des thèmes psychanalytiques.
- Paysages normands et béarnais – Une série représentant la France rurale, empreinte de nostalgie et de lumière douce.
- Sidi Bou Saïd, Rue Montante (1945)[15]
- Nocturne ou Passage à Niveau (1944)